# 夜のお楽しみ寝落ちちゃん
『夜のお楽しみ寝落ちちゃん』（よるのおたのしみねおちちゃん）は、北海道テレビ放送で2017年10月3日未明から2019年3月26日まで放映されたバラエティ番組。2020年6月26日からは再放送が行われている。前身は「平岸我楽多団」。

## 番組概要
活動を札幌で行うローカルタレントの原石らが出演する、実験形式オムニバスバラエティ。「テレビ的常識をまず疑う」ことから始まり、視聴者がTwitterなどを使って番組に参加することで「番組を視聴者のオモチャにしてもらおう」と企画された。
前身番組である「平岸我楽多団」のテイストはそのままに、数多くの企画を詰め込んだオムニバス形式の内容となっており、出演者は「平岸-」時代から継続して劇団イレブンナインの江田由紀浩や廣瀬詩映莉らが出演しているが、番組のプロデューサーやディレクターも本編中に顔出ししており、またテレビ放送以外でもPeriscopeを使った生配信でディレクターや出演者らが視聴者と交流したり、YouTubeのチャンネルで独自の企画を展開している。
番組名は、番組の顔である番組名ごと視聴者のおもちゃとするコンセプトをとり、2017年6月28日に「平岸我楽多団」にて新番組名の権利を争奪するかくれんぼ企画を生放送で行い、インターネットで事前募集された番組名案の中から「寝落ちちゃん」を提示した江田由紀浩と「夜のお楽しみちゃん」を提示したちゅらさんが隠れきり、両者案を折衷する形で命名された。
HTB本社の大通移転に伴う経費削減や報道番組へ注力する方針に伴い、2019年3月5日の放送にて3月いっぱいでの放送終了が発表された。以後HTBの火曜未明（月曜深夜）における自社制作バラエティ番組は、2021年7月6日に『ビビっとキタっしょ!』（出演：BYBBiT、平成ノブシコブシ）がスタートするまで2年3か月間存在しなかった。
2020年からは再放送が行われている。

## 放送時間
本放送
- 火曜日0:20 - 0:50 (月曜日深夜、2018年10月2日 - 2019年3月26日)
  - 再放送：土曜日1：50 - 2：20(金曜日深夜)
  - 2018年9月25日までは火曜日0:15 - 0:45(月曜日深夜)の放送だった。

再放送
- 金曜日1:50 - 2:20(木曜日深夜、2020年6月26日 - 放送中)

## 主な出演者
メインキャスト
- 江田由紀浩（ELEVEN NINES）
- カネコトモヤ（THE BOYS&GIRLS）
- 鷹野翔一
- 廣瀬詩映莉

サブキャスト
- CHEEPSNOW
- NORD
- LARGE IRON
- 田村次郎（HAMBURGER BOYS）
- ちゅらさん（大橋哲郎 教文13丁目笑劇一座）

## 主な企画
全日本寝落ち選手権
- 出場者が布団にくるまり、制限時間内に番組側が用意するTwitterでの「いいね」「リツイート」「投稿画像」といったリアクション数に応じて発動される数々の妨害を突破しながら寝落ちできるかを競い合う。「寝落ち」の有無は出場者の頭に巻かれた脳波計を用いて判断する。

第1回（2017年10月3日）
札幌ドームからの1時間の拡大による生中継で実施。男性陣出演者が出場者となり、札幌ドームのグラウンドに敷かれた布団にくるまり、数々の妨害を突破して寝落ちできるかを競い合う。実行された妨害は「覚醒促進ドリンクを無理矢理飲まされる」「ヘビーメタルバンドの生演奏を聴かされる」「生きている鷹に襲われる」など。しかし生中継であり、放送時間尺が短すぎて間に合わず、だれが優勝か決められぬまま放送は終了。その後再編集の後完全版をYouTubeチャンネルとニコニコチャンネルにアップした。その後、12月12日の放送で2回目以降の視聴率苦戦から脱却するために第2回の開催が発表された。
第2回（2017年12月19日）
真駒内屋内競技場（真駒内セキスイハイムアイスアリーナ）附属体育館からの1時間の拡大による生中継を行った。男性出場者と一般予選の勝者の6名が挑戦し、用意された妨害は「風船ドン」「若手芸人のコント」「アヒル隊突進」「ヘビメタバンドの生演奏」「セクシー軍団のダンス」の5つだったが、時間内に寝落ちした人がいないという結果に終わった。
ナンセンス怪談 安珍と清姫
- 2017年10月17日から5回にわたって本編の合間に放送された「安珍・清姫伝説」をモチーフにしたショートアニメコーナー。インスタントだるま[18]制作。

（声の出演）
- 安珍：廣瀬詩映莉
- 清姫＆ナレーション：岩杉夏

江差線跡約3.6kmにツイッターのいいねで動くプラレールを走らせよう!!
- Twitterの番組アカウントのツイートに寄せられる「いいね!」の数に応じて走行するプラレールの車両を改造した列車型デバイスを用いて長距離走行に挑戦する企画。2017年10月24日から3週にわたって放送された。視聴者がTwitterで一人1回「いいね！」ボタンを押すことによりいいね1回につき1m動くシステムを4両の車両に組み込み、鉄道の日である2017年10月14日にJR北海道・旧江差線の旧中須田駅-上ノ国駅間の廃線跡約3.6kmにてNORDの手によりレールを継ぎ足しながら走行させた。挑戦の模様はツイキャスで全世界に生配信され、結果は残り1kmを切った付近で日没のため終了となった[19][20]。また2018年10月23日の寝落ちちゃんセレクションではパナソニック乾電池「EVOLTA」のチャレンジ企画にて樹立されたプラレール最長走行の世界記録5.60844kmの走破を目標とした第2弾企画が発表されたが、続報の発表はなく2019年3月に番組が終了し立ち消えとなっている。

ついつい見ちゃう動画を作って寝落ちちゃんをついつい見ちゃう番組にしよう！
- 2017年から2018年にかけての年末年始に3回にわたって放送された企画。江田由紀浩と廣瀬詩映莉が、暇な時などに見てしまう「ついつい見ちゃう動画」を研究しながら動画の内容を実践し、番組をついつい見ちゃう存在にしていく。

天然観測
- 2018年1月30日から4月17日まで放送。島太星の初めての経験に密着し、島の天然ボケからピュアさを観測する。

スナックちゃん
- カネコトモヤと田村次郎（HAMBURGER BOYS）が、道内のスナックをアポなしで訪れるロケ企画。カネコと田村は店内やママがハッピーになるような無茶ぶりのミッション「ハッピー10」を達成するまでロケを終えることができない。第1弾が2018年2月6日から3週連続で放送され、第2弾は5月8日と5月12日に放送された。

寝落ちちゃんグッズを作ろう！
- 廣瀬詩映莉が番組オリジナルグッズを制作し発売を目指す企画。2018年2月13日から4月17日までの4回にわたって放送された。

NE NE NEOCHI（ネ・ネ・ネオチ）
- 廣瀬詩映莉とHTB北海道onデマンドのオリジナル番組「鷹野、結婚するってよ」主演の鷹野翔一（元ミスター北大）が、日常の何でもない事を即興ミュージカルにし精一杯楽しむ企画。コーナー名とタイトルビジュアルはラ・ラ・ランドのパロディ。2018年2月21日から4月3日までHTB本社の会議室内を舞台に放送され、4月24日から9月25日までは神奈川県湘南や東京を舞台に「NE NE NEOCHI2」を放送した。タイトル画面の背景にはハリウッドの夜景の代わりに函館山の夜景が、「NE NE NEOCHI2」は東京の夜景写真をバックに廣瀬と鷹野の写真が描かれている。

アニマルラップ
- 2018年3月13日から5月22日まで5回にわたり放送。江田由紀浩がラッパーのCHEEPSNOWとLARGE IRONの2人と共に様々な動物を題材としたオリジナルラップを作っていく。2018年12月18日には第2弾としてVRゲーム等のハイテク技術を題材とした「ハイテクラップ」を放送。

マジで見つけたらヤバイ！謎の巨大施設に眠るゼロ戦と北京原人を探せ!
- 2018年3月27日から2019年3月19日までの1年間にわたって放送した長期ロケ企画。カネコトモヤが陸上自衛隊美幌駐屯地の地下に美幌海軍航空隊が隠したとされる零式艦上戦闘機と北京原人の化石骨を求めて現地調査を行ったが2019年3月19日の放送で元代表への電話取材で「何事も無かった」との話があったため、今後はHTBのネットメディアでの取材続行を検討している。

instagrui
- 2018年7月3日から5週連続で放送された「いいねがあれば人は生きていけるのか?」をテーマにした企画。江田由紀浩が支笏湖畔を舞台に完全自給自足、1日3回Instagramに投稿した写真に付いた「いいね」の数に応じて、1いいねにつき100円を支給し変化する資金を元手としたキャンプに挑み、よりインスタ映えするキャンプを目指す。

最終回生放送!24分テレビ
- 南平岸のHTB旧社屋からの生放送で、江田由紀浩が札幌ドームからHTB旧社屋までの3.5kmを走る24分マラソン、ちゅらさんと廣瀬詩映莉のタップダンス、カネコトモヤの自身作詞作曲のラストソングの披露といった感動企画を実施する。感動演出中にはTwitterとの連動企画として番組Twitterに寄せられたいいねの数に応じて妨害が発動する視聴者妨害演出も行われたほか、テレビ放送とともにYoutubeライブとLINEライブでの同時配信も行われた。本企画のために制作されたカネコの番組ラストソング「ありがとうおやすみ」は2019年7月17日に発売された配信シングル「好きで・・・/ありがとうおやすみ」に収録され[21]、ミュージックビデオには本番組の名場面が用いられた。

## スタッフ
- ディレクター：菊地真章（ぶっこみの菊・報道出身）[22]、 瀬戸川雄一（瀬戸際.com・報道出身）[23]、松山雄介（レペゼン松山・技術出身）[24]、澤田アリーナ
- プロデューサー：平尾由佳子（湯けむり由佳子）[1]
- エンディング曲：Rihwa.寺久保エレナ「ハイタッチ（Rihwa ver.）」（第13回～第64回[25]、寝落ちちゃんセレクション）

## 関連番組
- 平岸我楽多団（前身番組）
- 月曜から夜ふかし（日本テレビ） - 2017年8月から放送開始日前に流されていた番組宣伝CM第一弾で例えられた裏番組。[26]
- ガッチャンコバラエティ（北海道放送） -前身番組「平岸-」と同時期に開始の裏番組
- モザイクな夜V3 - 北海道テレビ放送で1990年代に放送されていた、番組名改題を経たバラエティ番組